# Деревенское (Рязанская область)
Деревенское — село в Спасском районе Рязанской области, входит в состав Киструсского сельского поселения.

## География
Село расположено в 9 км на северо-восток от центра поселения села Новый Киструс и в 28 км на северо-восток от районного центра города Спасск-Рязанский.

## История
Время первоначального построения Успенской церкви в селе с точностью не известно. Но она упоминается в окладных книгах 1676 года. В 1720 году была построена деревянная Успенская церковь на каменном фундаменте. В 1831 году церквь была возобновлена, в 1833 году устроен новый иконостас, в 1887 году было разрешено вместо обветшавшей колокольни устроить новую. С 1865 года существовала школа, находящаяся в ведомстве земства. 
В XIX — начале XX века село являлось центром Деревенской волости Спасского уезда Рязанской губернии. В 1906 году в деревне было 485 дворов.
С 1929 года село являлось центром Деревенского сельсовета Спасского района Рязанского округа Московской области, с 1937 года — в составе Рязанской области, с 2005 года — в составе Киструсского сельского поселения.
До 2011 года в селе существовала Деревенская основная общеобразовательная школа.

## Население
| 1859 | 1897  | 1906  | 2010 |
| ---- | ----- | ----- | ---- |
| 2658 | ↗2985 | ↗3409 | ↘280 |

## Инфраструктура
В селе имеются отделение почтовой связи, магазины.